# Pivoine de Chine
Paeonia lactiflora
Espèce
La Pivoine de Chine (Paeonia lactiflora) est une espèce de plantes herbacées vivaces de la famille des Paeoniaceae, originaire d'Asie centrale et orientale (de l'Est du Tibet en passant par le Nord de la Chine jusqu'à l'Est de la Sibérie).
Paeonia lactiflora est une plante haute de 70 cm, dont toutes les parties végétatives aériennes disparaissent l’hiver, et repartent au printemps à partir de bourgeons situés au niveau du sol, ce qui la distingue de la Pivoine arbustive (Paeonia suffruticosa) qui  garde en hiver ses branchages ligneux, avec des bourgeons prêts à repartir. En Chine, la pivoine arbustive (en chinois 牡丹 mǔdān) a toujours été appréciée comme ornementale alors que la pivoine herbacée (en chinois 芍药 sháoyào ou 白芍 báisháo) qui a longtemps été préférée pour l’usage médicinal de sa racine, est aussi de nos jours très appréciée comme ornementale.
La forme Alba (blanche) de la racine est non traitée ou légèrement traitée. Elle est généralement utilisée pour ses propriétés nourrissantes (« nourrir le sang ») et émolliente.
La forme Rubra (rouge) est généralement traitée et séchée jusqu’à ce qu’elle prenne une couleur rougeâtre. Elle est généralement utilisée pour « éliminer la chaleur ».
Il y a actuellement très peu d’essais cliniques de qualité permettant d’évaluer l’efficacité des traitements. Mais les autorités chinoises ont décidé de prendre des mesures pour élever la qualité des essais cliniques.
La Pivoine de Chine est aussi largement cultivée comme plante ornementale dans les jardins, avec plusieurs centaines de cultivars.

## Nomenclature et étymologie
L’espèce a été décrite la première fois sous le nom de Paeonia lactiflora  par le botaniste allemand, Peter Simon Pallas en 1776. Installé en Russie en juillet 1767, Pallas participe à une expédition scientifique dans les provinces centrales et en Sibérie, de 1768 à 1774. Il passe ensuite de longues années à étudier les spécimens récoltés dans les domaines de la zoologie, de la botanique, de la paléontologie, de la géologie.
Le nom de genre Paeonia vient du mot latin pæōnĭa, æ, f., « pivoine » [plante] : Pline 25, 29. (Gaffiot). Le mot latin vient lui-même du grec ancien παιωνία (paiônia), ας (ἡ) « pivoine », Théophraste H.P. 9, 8, 6 (Bailly).
L’épithète spécifique lactiflora est un terme latin signifiant « à fleurs laiteuses ». Il est composé des deux mots latins lăc, lactis, n., « lait » et flōs, ōris, m., « fleur » (Gaffiot).

## Histoire de la nomenclature
Actuellement, les Chinois désignent les Paeonia lactiflora par le terme de 芍药 sháoyào.
La première mention de ce terme se trouve dans le Shijing, le Livre des Odes, composé du XIe au Ve siècle avant notre ère. Il fut longtemps utilisé comme un terme générique de pivoine, aussi bien herbacée qu'arbustive.
Ce n’est qu’à l’époque des Sui (581-618) que le terme de 芍药 sháoyào a été fermement attaché à la pivoine herbacée et celui de 牡丹 mǔdān à la pivoine arbustive.
Mais d’après les descriptions actuelles, les pivoines herbacées chinoises comprennent plusieurs espèces (Paeonia obovata, Paeonia emodi, P. lactiflora, P. mairei, etc., voir la classification Paeonia) et ce n’est qu'à l'époque où les Chinois ont commencé à prendre connaissance de la notion moderne d’espèce botanique, dans la seconde moitié du XIXe siècle, qu’ils se sont aperçus qu’ils devaient sous-catégoriser les shaoyao. Ainsi, furent introduits 草芍药 cao shaoyao pour P. obovata, 多花芍药 duo hua shaoyao pour P. emodi, etc. Seul P. lactiflora garda le titre de 芍药 shaoyao. En 3 000 ans, l'extension du terme n'a donc cessé de se restreindre.
La première description scientifique fut faite en 1776, par un botaniste allemand professeur à Saint-Pétersbourg, Peter Pallas (1741-1811), qui sur la base d’une pivoine aux fleurs blanches découverte dans la province du lac Baïkal, en Russie, décrivit cette espèce sous le nom de Paeonia lactiflora. Mais quelque douze ans plus tard, en 1788, semblant avoir oublié sa première dénomination, il décrivit un autre spécimen sous le nom de Paeonia albiflora. Durant plus d’un siècle, cette dernière appellation s’imposa mais quand l’erreur fut découverte la première dénomination fut rétablie, conformément aux conventions de la nomenclature botanique. Pourtant les horticulteurs et les pépiniéristes eurent beaucoup de mal à accepter ce changement et continuèrent encore à utiliser l’ancien terme.

## Synonymes
Selon POWO , il existe 32 synonymes dont ceux-ci:
- Paeonia albiflora Pall. in Fl. Ross. 1(2): 92 (1789)
- Paeonia edulis Salisb. in Parad. Lond. 2: t. 78 (1807)
- Paeonia officinalis Thunb. in Fl. Jap.: 230 (1784), sensu auct.

## Description
L'espèce botanique est une plante herbacée, vivace, de 70 cm de hauteur, dotée d'une grosse racine. C'est une espèce très variable.
L'hiver les feuilles disparaissent et seuls persistent les bourgeons au niveau du sol qui repartent au printemps suivant ; c’est ce qu’on appelle une plante géophyte
Les feuilles du bas sont biternées, avec des segments lancéolés ou ovales-lancéolés. Les feuilles terminales sont à 2 ou 3 segments. Les folioles sont entières ou parfois lobées.
Les fleurs de 8 à 12 cm de diamètre sont terminales avec éventuellement en plus des fleurs axillaires. Elles sont pourvues de 4-5 bractées lancéolées, inégales, de 3-4 sépales ovés ou suborbiculaires, de 9 à 13 pétales obovés, blancs ou roses pour l'espèce sauvage et de couleurs variées chez les plantes cultivées. Les nombreuses étamines de 15 mm de long ont des filets jaune crème. Les carpelles au nombre de 2 à 5 sont verts ou pourpres, en général glabres, et pourvus de stigmates rouges (voir photo).
La floraison a lieu en mai-juin.
Les fruits sont des follicules oblongs-ellipsoïdes.
Voir l’excellente collection de plus de 10 000 photos de Paeonia lactiflora, publiées sur la base Plant Photo Bank of China.

## Distribution, habitat
Selon POWO, l’aire de répartition naturelle de cette espèce va du Sud-Est de la Sibérie au Nord-Est de la Chine. Pour Flora of China, elle se trouve en : Mongolie-Intérieure, Ningxia, Gansu, Hebei, Heilongjiang, Jilin, Liaoning), en Mongolie, en Sibérie.
Elle a été introduite en Corée, Tchécoslovaquie, Danemark, Finlande, Grande-Bretagne, New York, Suède, Vermont où elle s’est naturalisée.
La Pivoine de Chine pousse dans les bois et les prairies en Chine du nord.
Elle est aussi largement cultivée dans ces pays.
Elle fut introduite en Angleterre au début du XIXe siècle sous forme de cultivars chinois à partir desquels les pépiniéristes français puis américains tirèrent de nombreuses autres variétés horticoles, répandues actuellement partout dans les jardins des régions tempérées.

## Propriétés
Le constituant principal de la racine de Paeonia lactiflora est un glucoside monoterpénique, la paeoniflorine (en). Les constituants minoritaires sont également d'origine monoterpénique oxypaeoniflorine, paeflorigénone.
Sur le plan pharmacologique, la paeoniflorine est antispasmodique et sédative et comme le paéonol, anti-inflammatoire et inhibitrice de l'agrégation plaquettaire.

## Utilisations

### Culture
Durant le premier millénaire, la pivoine herbacée de Chine a été considérée principalement comme une plante médicinale. Elle n’a commencé à être cultivée pour la beauté de ses fleurs qu’à partir des Song (960-1279).
De nos jours, des agriculteurs ingénieux du xian de Juancheng dans la province du Shandong, qui cultivaient la pivoine (shaoyao) comme une plante médicinale, ont trouvé les moyens de la cultiver pour commercialiser successivement leurs fleurs et leurs racines. Après trois à quatre ans de culture destinée à la cueillette des fleurs fraiches, le système racinaire s’est bien développé et possède une valeur médicinale qui permet sa commercialisation. Avec l’élévation du niveau de vie, la demande du marché pour les fleurs fraîchement coupées a augmenté.
Au Sud-Ouest de la Chine, dans la province du Sichuan, le xian de Zhongjiang est une zone réputée pour sa production de plantes médicinales. La valeur de la pivoine blanche de Zhongjiang (中江白芍 Zhongjiang baishao), a été reconnue par la certification de « Produit protégé par indication géographique nationale ». Sa racine de texture dure est d’excellente qualité qui est connue pour « calmer le foie, soulager la douleur, nourrir le sang et réguler les menstruations ». En complément aux ventes de racines médicinales, la cueillette des fleurs fraiches fournit un revenu supplémentaire.

### Histoire
La plante est mentionnée dans le premier ouvrage chinois de matière médicale, le Shennong bencao jing « Classique de la matière médicale du Laboureur Céleste » compilé au début de notre ère sous les Han et étendu par le médecin taoïste Tao Hongjing (452-536). La notice 芍药 shaoyao indique:
« Saveur amère, équilibrée, légèrement toxique. Traite les douleurs abdominales causée par le qi maléfique (邪氣 xiéqì), supprime les obstructions sanguines, brise les duretés et les accumulations, [traite] le froid et le chaud, ...arrête la douleur, libère la miction, stimule le qi »(traduction faite à partir de celle de Sabine Wilms).
Le qi maléfique (邪氣 xiéqì) est une entité extérieure ou intérieure qui menace la santé. Ce « Mal essentialisé » comprend notamment les Six excès à savoir les Six qi, nommés le Vent, le Froid, le Feu, la Canicule, l’Humidité, et la Sécheresse, dans leur capacité pathogène. Les six entités Vent, Froid etc. sont des agents pathogènes. Ainsi, la nature du Froid en tant qu’agent néfaste et ses manifestations cliniques sont similaires à celle du froid dans un environnement naturel: basses températures, ralentissement de l’activité, congélation.
La riche et longue tradition d’ouvrages de matières médicales (bencao en chinois) qui s'était étalée sur 16 siècles, a atteint un point culminant avec le Bencao gangmu « La matière médicale classifiée » de Li Shizhen en 1593. Ce fut comme le climax de ce qui pouvait être fait avec la méthode traditionnelle de compilation. Dans sa longue notice intitulée shaoyao 芍药, Li Shizhen distingue bien les pivoines herbacées et arbustives.
« les anciens disaient que les mudan 牡丹 [Paeonia suffruticosa] de Luoyang et les shaoyao 芍药 [Paeonia lactiflora] de Yangzhou sont les meilleures du monde. De nos jours (XVIe), les pivoines à usages thérapeutiques viennent principalement de Yangzhou. Les bourgeons apparaissent le 10e mois [au niveau du sol]. Au printemps, elles ont pleinement grandi. Le 3e mois, elles sont épanouies...La racine sert de remède. Son qi et son odeur sont très prononcées. » (d’après la trad. de Unschuld).
Il cite Wang Haogu  (1200-1264) 
« Saveur aigre et amère. Le qi est faible. La saveur est très prononcée. C’est [une substance] yin. Elle descend. C’est une matière médicale circulant dans les conduits (méridiens) yin majeur de la main et du pied. Elle pénètre dans la section sanguine du foie et de la rate. » (d’après trad. Unschuld).
Le remède Shaoyao agit sur les méridiens de taiyin des mains et des pieds : 手太阴肺经 Shǒu tàiyīn fèi jīng, conduit du poumon taiyin de la main ; 足太阴脾经 Zú tàiyīn pí jīng, conduit de la rate taiyin du pied. Il agit donc sur les poumons et la rate et particulièrement sur les aspects sanguins de ces organes, comme les déséquilibres menstruels, les troubles liés au sang, ou certaines formes de douleur.
Dans son ouvrage de matière médicale, intitulé Tangye bencao (湯液本草) « La materia medica des décoctions » (1289), le médecin Wang Haogu rejette la pharmacopée classique et utilise les notions médicales de l’acupuncture et de la théorie des correspondances des Cinq Phases wuxing, pour analyser les effets pharmacologiques des drogues. Jusqu’aux XIe – XIIe siècles, ces notions n’ont pas été reconnues par une grande partie de la population. Les œuvres de la pharmacopée développées jusqu’à cette époque s’appuyaient essentiellement sur l’observation directe et les correspondances « magiques ». Des auteurs comme Kou Zongshi 寇宗奭 (XIIe) et Wang Haogu 王好古 (XIIIe), furent les premiers à introduire la pharmacologie des correspondances systématiques dans la littérature de la materia medica. Cette approche naturaliste, postule qu’il existe des lois naturelles qui régissent tous les phénomènes et permettent de les comprendre sans recourir aux démons, esprits, ancêtres et autres puissances surnaturelles.
Li Shizhen adore citer une profusion de points de vue différents sans s’engager complètement à choisir l’un d’entre eux ou  quand il tente une synthèse, sa démarche est bien souvent essentiellement philologique.

### Pharmacopée chinoise contemporaine
À l’époque contemporaine, la Pharmacopée chinoise (2008), possède deux notices:
1) Bai shaoyao 白芍药 Radix Paeoniae Alba

Racine : acide, amère, fraiche ; elle est en relation avec le foie et la rate ;  la racine est récoltée en été et en automne, lavée et pelée, découpée en tranches, crues ou cuites au four, parfois au vin de céréale.

Ses fonctions traditionnelles sont :
- nourrir le sang, activer la circulation sanguine, calmer la douleur ;
- être émolliente, laxative.

Les indications sont :
- dysménorrhée, aménorrhée ;
- anémie, douleur abdominale ;
- arthralgie, blessure traumatique ;
- constipation des personnes âgées.

Ce remède entre dans de nombreuses combinaisons, comme par exemple
- Si wu tang comportant Shu dihuang 熟地黄, Bai shaoyao 白芍药, E-jiao 阿胶. Cette décoction est indiquée pour l’aménorrhée, les cycles irréguliers, par déficience du sang.
- Gui Zhi Fu Ling Tang, 桂枝茯苓 décoction de cinnamonum-poria, formule utilisée dans les cliniques de Chine, traitement des douleurs provoquées par la gynécopathie, notamment la dysménorrhée.

2) Chi shaoyao 赤芍药 Radix Paeonia Rubra
La Pharmacopée chinoise (2005) rassemble trois espèces, la pivoine de Chine, Paeonia lactiflora Pallas, la pivoine de Veitch, Paeonia veitchii Lynch et la Paeonia obovata comme source de la même matière médicale Chi shaoyao. La racine collectée au printemps ou en automne, est séchée au soleil puis coupée en lamelles. Elle est utilisée crue ou cuite au four. C’est une des drogues traditionnelles les plus utilisées en Chine. Elle est réputée avoir les fonctions suivantes :
- éliminer la chaleur ;
- rafraîchir le sang ;
- calmer les douleurs en enlevant la stase de sang et en réduisant le gonflement.

Les indications traditionnelles sont :
- état inflammatoire ;
- maladie fébrile, éruption cutanée ;
- aménorrhée, ménorragie.

Les deux matières médicales Radix Paeoniae Alba / Rubra sont distinguées bien qu’elles puissent provenir de la même espèce Paeonia lactiflora. Il semblerait que la distinction de couleur blanc / rouge s’applique à la racine après préparation plutôt qu’aux fleurs. En effet, Ma Zhi 马志, médecin du Xe siècle (de l’époque des Song du Nord), parlant de la matière médicale, indique que « Il en existe de deux types, rouge et blanc. Les fleurs, aussi, peuvent être rouges ou blanches ».
La forme Alba (blanche) est non traitée ou légèrement traitée. La forme Rubra (rouge) est généralement traitée et séchée jusqu’à ce qu’elle prenne une couleur rougeâtre.
La pharmacopée japonaise l'utilise comme antispasmodique.
Elle est préconisée aussi dans le traitement de certaines formes du vitiligo.

### Évaluation thérapeutique de la MTC
De nos jours, l’autorisation de mise sur le marché (AMM) d’un médicament nouveau pour la pharmacologie moderne est très contrôlée. Pour valider l’efficacité d’un traitement, il faut suivre un protocole très strict, long et coûteux, comprenant entre autres un essai clinique de qualité avec des résultats positifs.
La Chine a cherché ces dernières années à intégrer la Médecine traditionnelle chinoise (MTC) à la médecine moderne. Des études ont été lancées visant à comprendre les mécanismes scientifiques derrière les traitements traditionnels et à les valider par des méthodes scientifiques modernes. Cependant, l’application des critères d’évaluation pour effectuer des essais cliniques est difficile en raison de la nature individualisée des traitements traditionnels qui se veulent holistiques.
Bien qu’il existe plus de 17 000 essais cliniques randomisés publiés dans la base de données chinoise (Flower et al, 2012), moins de 5% d’entre eux sont conformes aux normes de recherche internationales acceptables (Wu et al, 2007).
C'est pourquoi, les autorités ont décidé de prendre des mesures pour améliorer la qualité des essais cliniques qui étaient en dessous de la moyenne mondiale. Les institutions de recherche ont été encouragées à établir des procédures opérationnelles standard (POS) pertinentes et à fournir une formation aux enquêteurs pour garantir le respect de ces protocoles.
En septembre 2013, l'Administration Nationale des Produits Médicaux (NMPA) de Chine a publié l’Annonce n°28, exigeant que tous les essais cliniques de médicaments approuvés soient enregistrés et rendus publics sur leur plateforme. Entre 2013 et 2021 (sur 9 années), 965 nouveaux essais cliniques ont été enregistrés, dont 117 de phase I, 586 de phase II, 174 de phase III et 40 de phase IV. Parmi les 760 essais de phase II et de phase III, 98,9 % étaient randomisés, 95,4 % étaient en double aveugle et 98,2 % étaient des essais contrôlés parallèles, et la proportion d'essais contrôlés par placebo a augmenté d'année en année.
Le développement de ces mesures réglementaires visent à rendre le processus décisionnel réglementaire à la NMPA plus scientifique et prospectif.
Pour consulter un protocole d’étude pour un essai clinique randomisé, en double-aveugle, avec contrôle par placebo, voir un tel protocole d’accord pour la poudre de Danggui Shaoyao par Qian Huang et al, 2023. Comme nous avons vu, en 2021, il y a encore peu d'études en phase IV (40 sur 965, soit 4,14%). Si tous les protocoles d’étude proposés sont réalisés et publiés ces prochaines années, on peut s’attendre à de grands changements en MTC.

### Plante ornementale
La Pivoine de Chine est aussi largement cultivée comme plante ornementale dans les jardins, avec plusieurs centaines de cultivars. Bon nombre de ces cultivars ont des fleurs doubles et des étamines modifiés en pétales. En Chine, toutefois, elle est moins considérée comme une plante ornementale que les cultivars de pivoines arbustives (Paeonia suffruticosa, Paeonia rockii, etc., portant en chinois le nom générique de mǔdān 牡丹).
Les cultivars peuvent être répartis en trois groupes:
- Fleur simple : pétales en une seule rangée, étamines fertiles. Ressemble au type sauvage, mais généralement plus grande.
- Fleur japonaise : pétales en rangée simple ou double avec des étamines transformées en staminodes stériles.
- Fleur double : toutes ou la plupart des étamines sont transformées en pétales.

## Aspects culturels et historiques
En Chine, les pivoines herbacées (en chinois 芍药 sháoyào), ont longtemps été cultivées avant tout comme plante médicinale. Le second caractère 药 yào en est venu à désigner par lui-même un médicament. Les pivoines herbacées sháoyào n’ont commencé à être appréciées pour leurs fleurs qu’à partir des Song (960-1279).
Le professeur Peter Pallas aurait introduit Paeonia lactiflora en Europe aux environs de 1784 mais on n'a aucun témoignage indiquant que la plante aurait servi à produire des cultivars.
Les premiers pieds de Paeonia lactiflora à être introduits au Royaume-Uni, grâce aux efforts de Sir Joseph Banks, furent : ‘Fragrans’ aux fleurs très parfumées en 1805, ‘Whitleyi’ aux fleurs doubles blanches en 1808, et ‘Humei’ aux fleurs rouge sombre. Ces trois plantes furent largement distribuées en Europe et sont à l’origine de nombreux cultivars modernes.
Les premiers hybrideurs modernes de pivoine herbacée furent des Français travaillant dans des villages proches de Paris et à Nancy.
Nicolas Lémon qui avait une pépinière à Belleville (à l’époque près de Paris) fut le premier Européen à produire et vendre des cultivars à partir de semis. Il est le créateur du cultivar ‘Edulis Superba’ (1824), resté très populaire jusqu’à aujourd’hui auprès des jardiniers. Modeste Guérin qui travaillait à Charonne réussit le premier cultivar de pivoine ayant une touche de jaune. Un autre grand péoniste du XIXe est Félix Crousse, de Nancy, créateur de « M. Jules Élie » (1888) aux fleurs rose tendre, énormes et parfumées, toujours très demandé. A Nancy encore, Émile Lemoine fut le premier à croiser deux pivoines herbacées d’origine différentes : Paeonia lactiflora de Chine et P. wittmannania du Caucase. Deux de ces cultivars ‘Le Printemps’ et ‘Mai fleuri’ (1905) sont encore disponibles.

## Album d'images

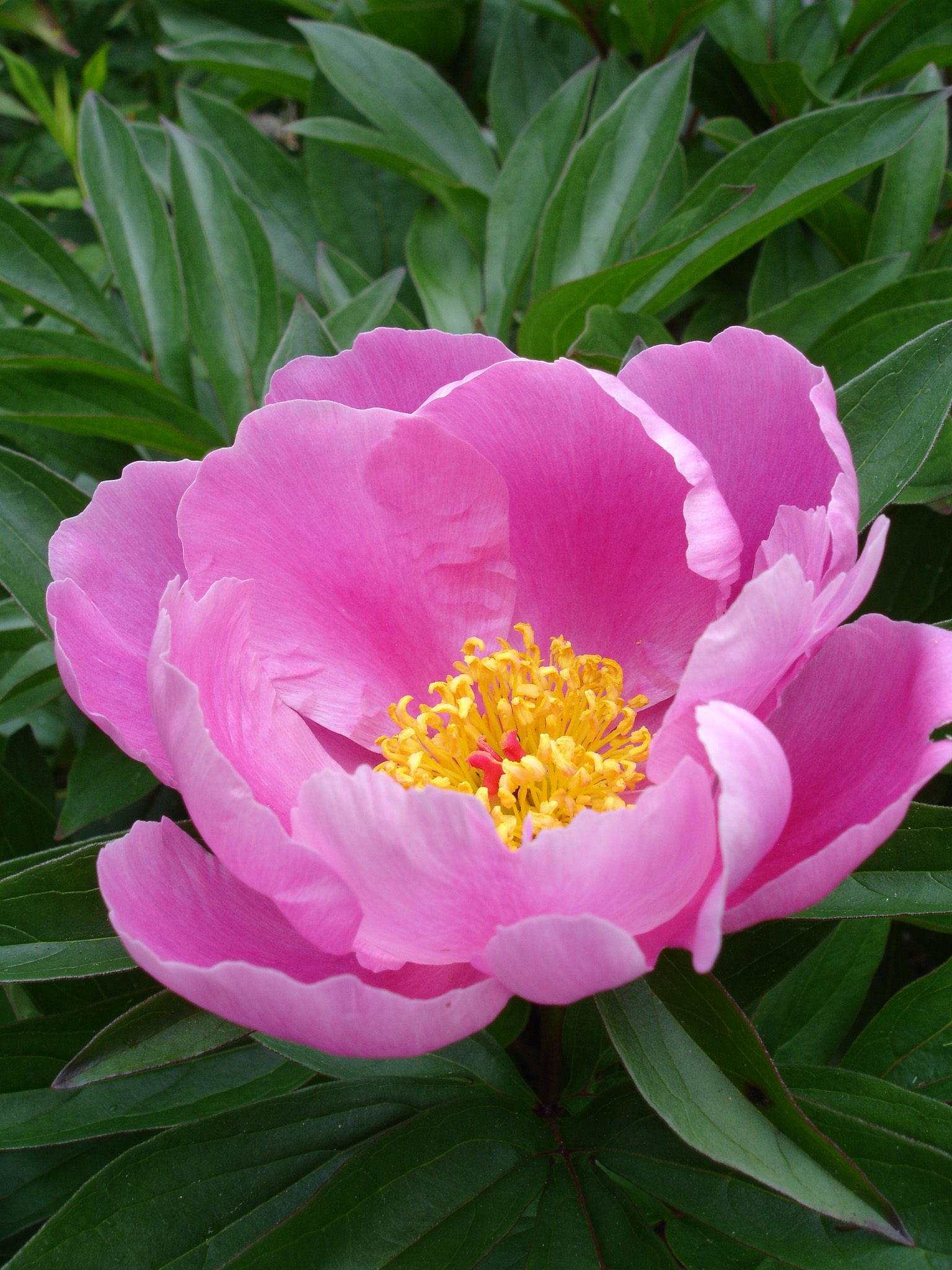
Fleur
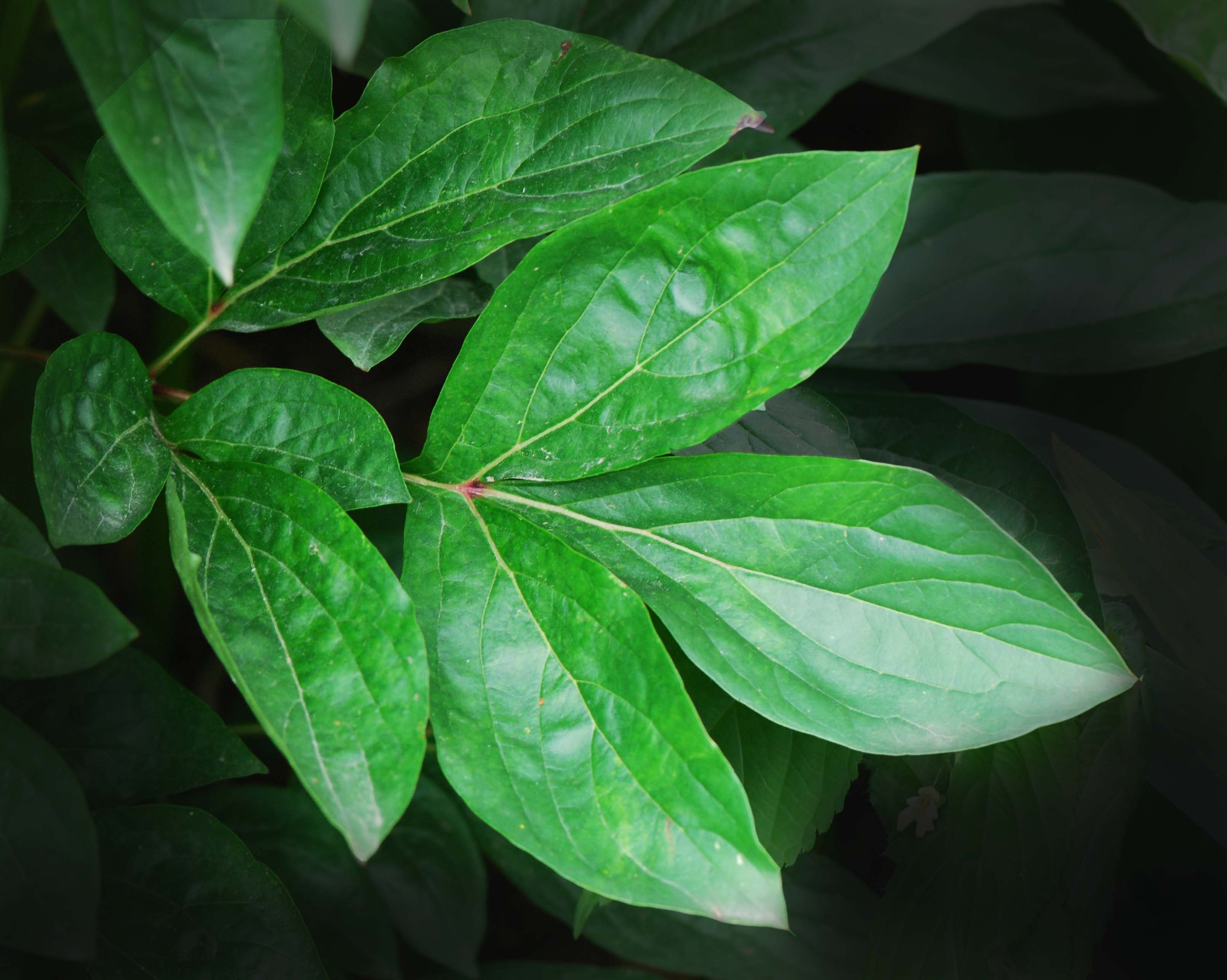
Feuille de P. lactiflora 'Couronne d'or’
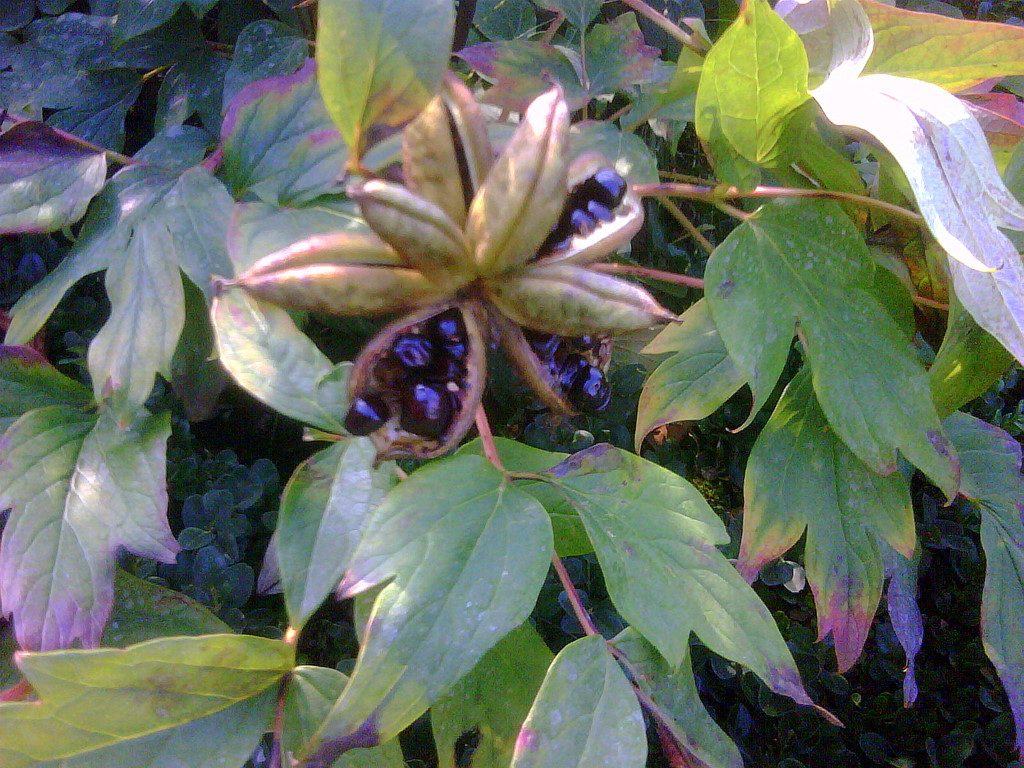
Graines
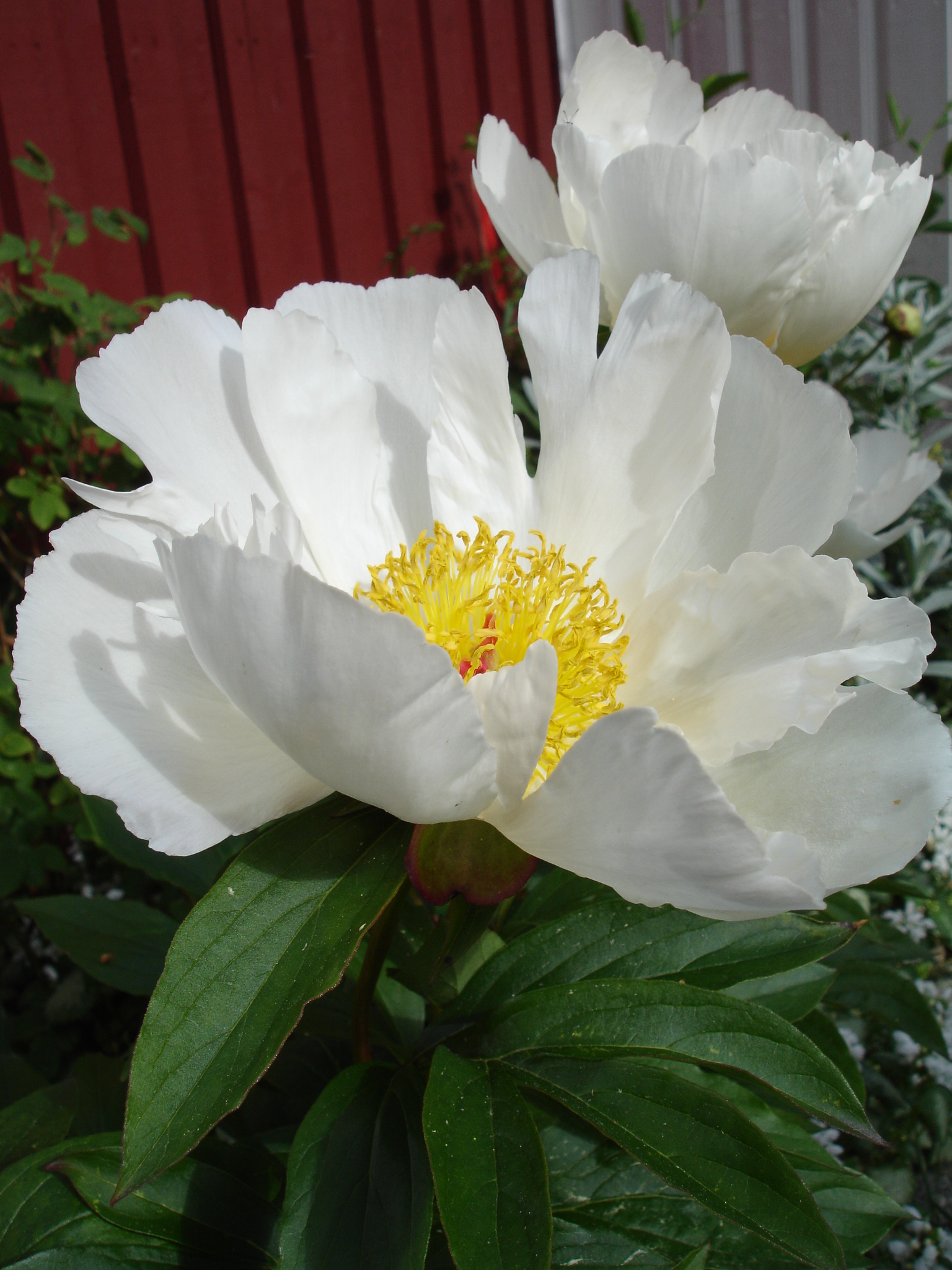
Paeonia lactiflora 'White Wings' Fleur simple.
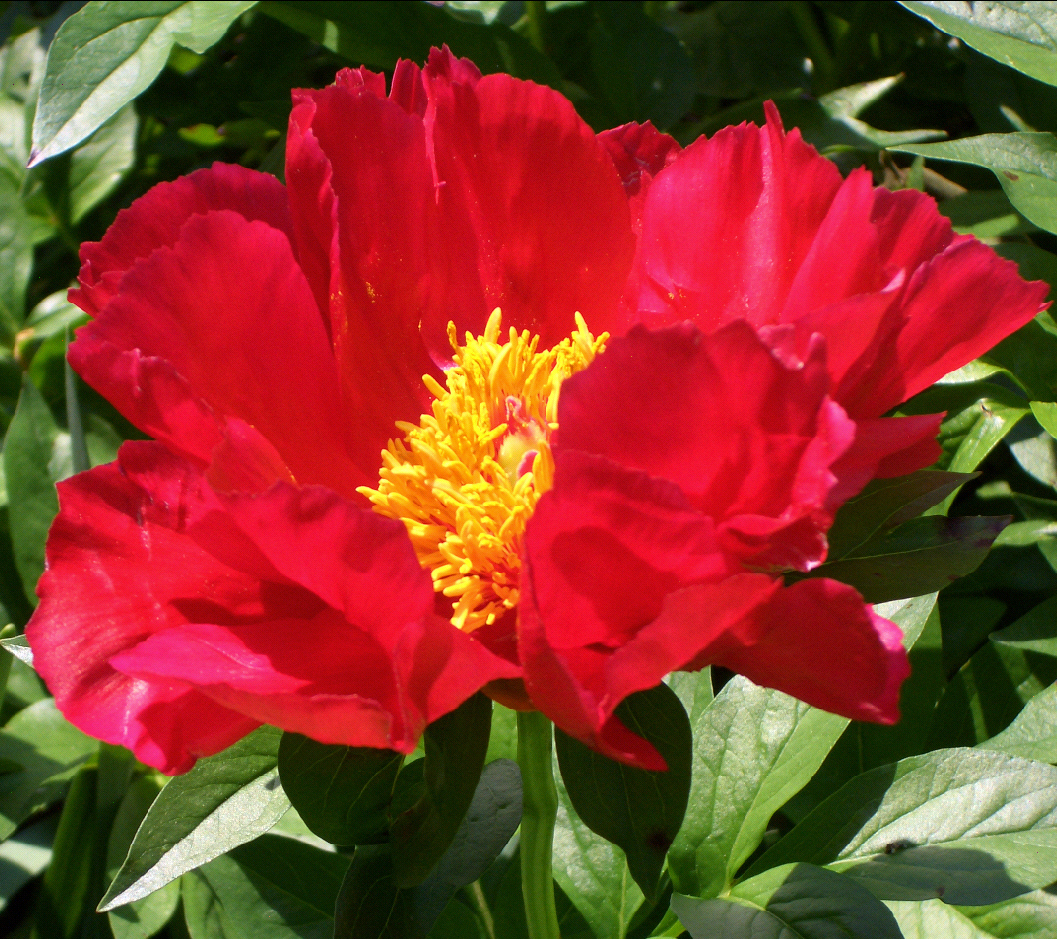
Paeonia lactiflora 'Blaze'
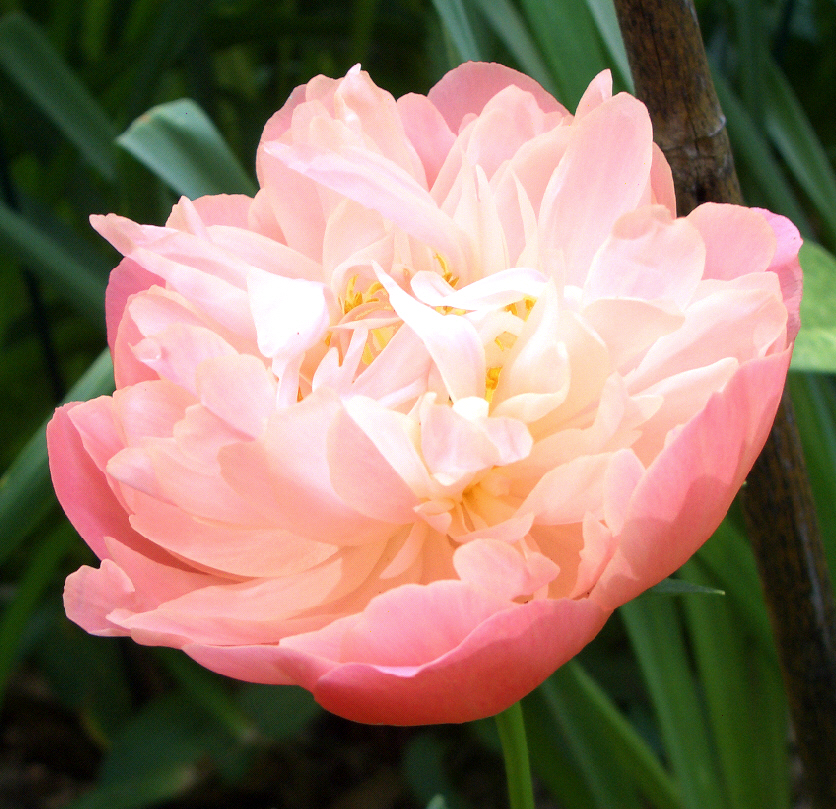
Paeonia lactiflora 'Pink Hawaiian Coral' Fleur double.
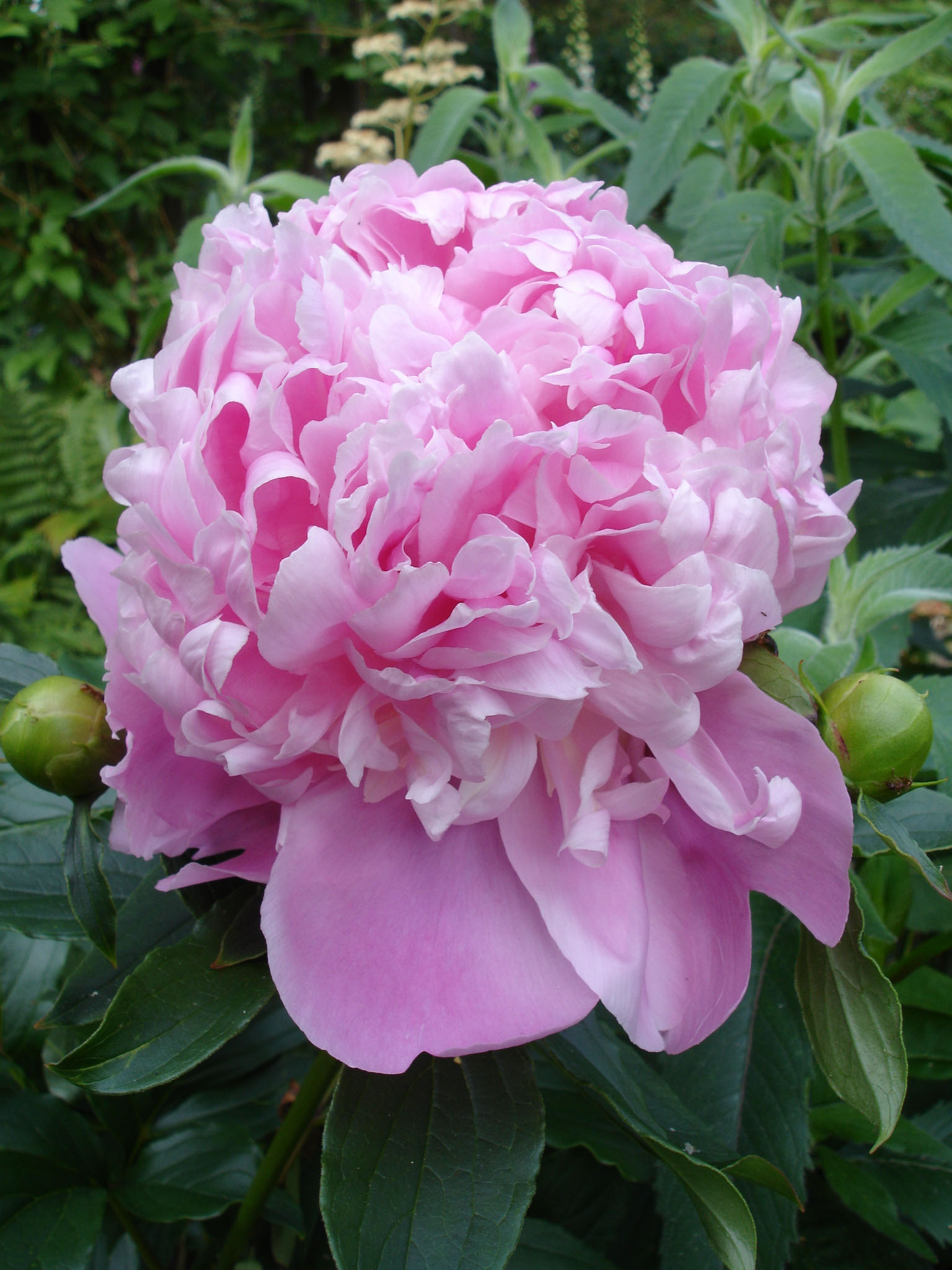
Paeonia lactiflora 'Mons. Jules Elie'
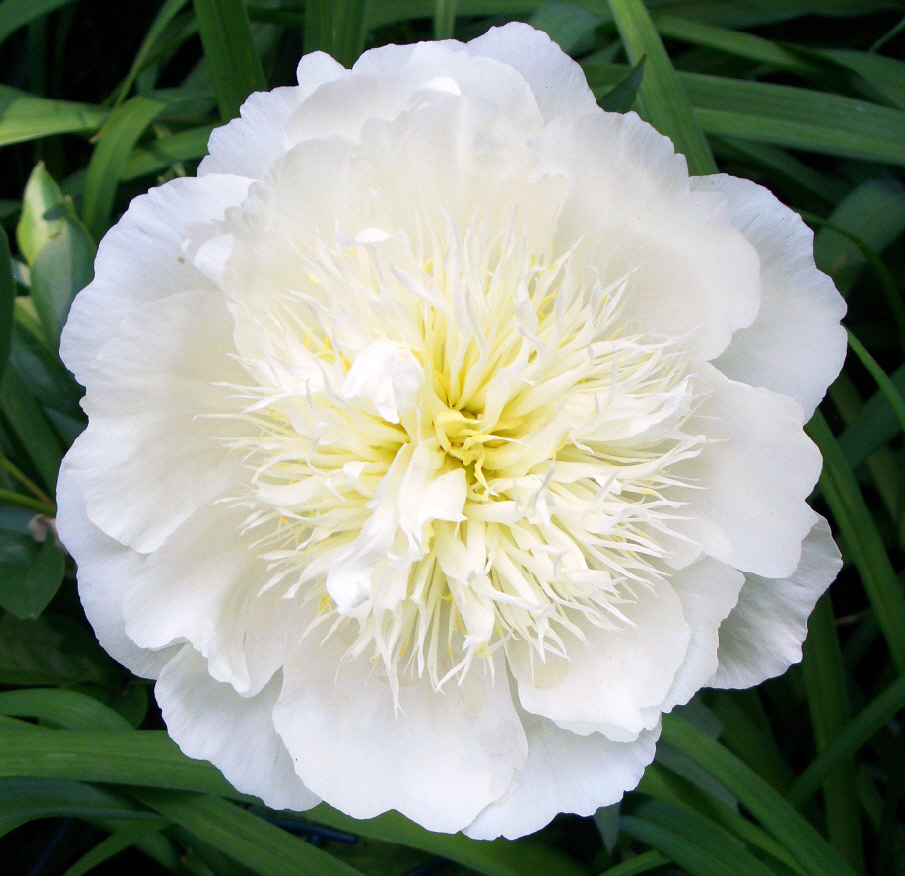
Paeonia lactiflora 'Barrington Bride' Fleur japonaise.
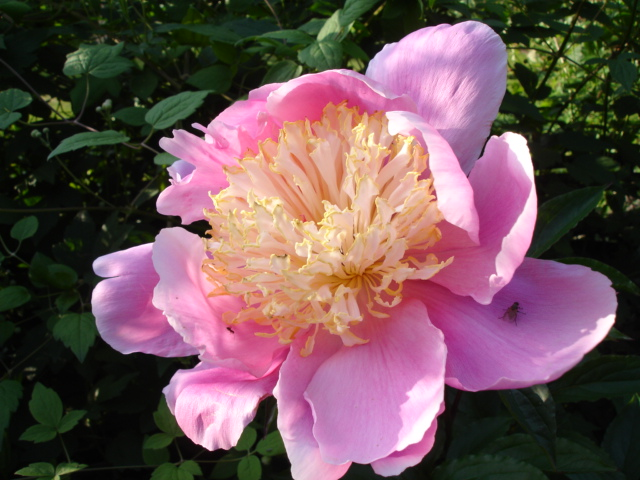
Paeonia lactiflora 'Doreen'
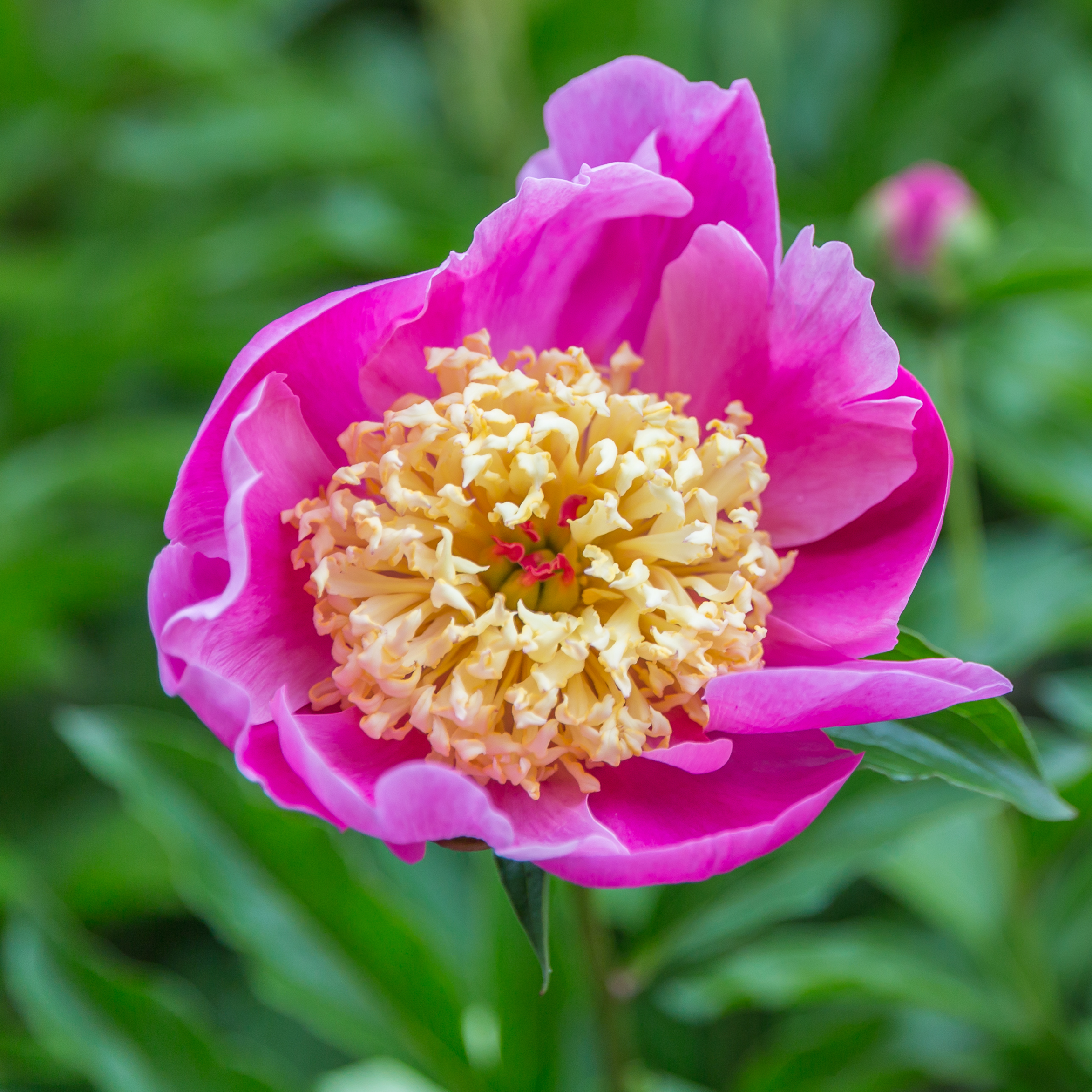
Paeonia lactiflora 'Jacques Doriat'
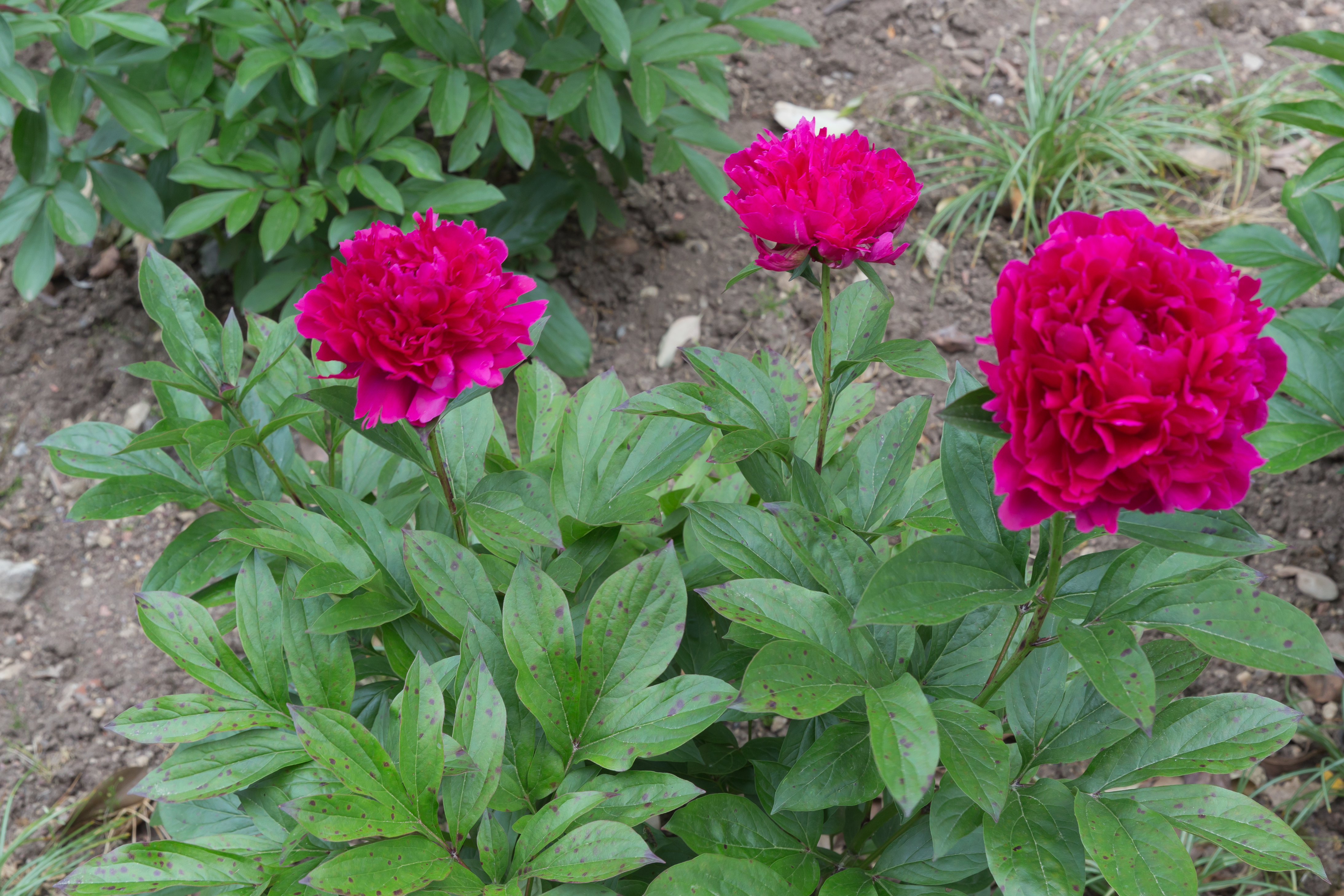
Paeonia lactiflora 'Irwin Altman’
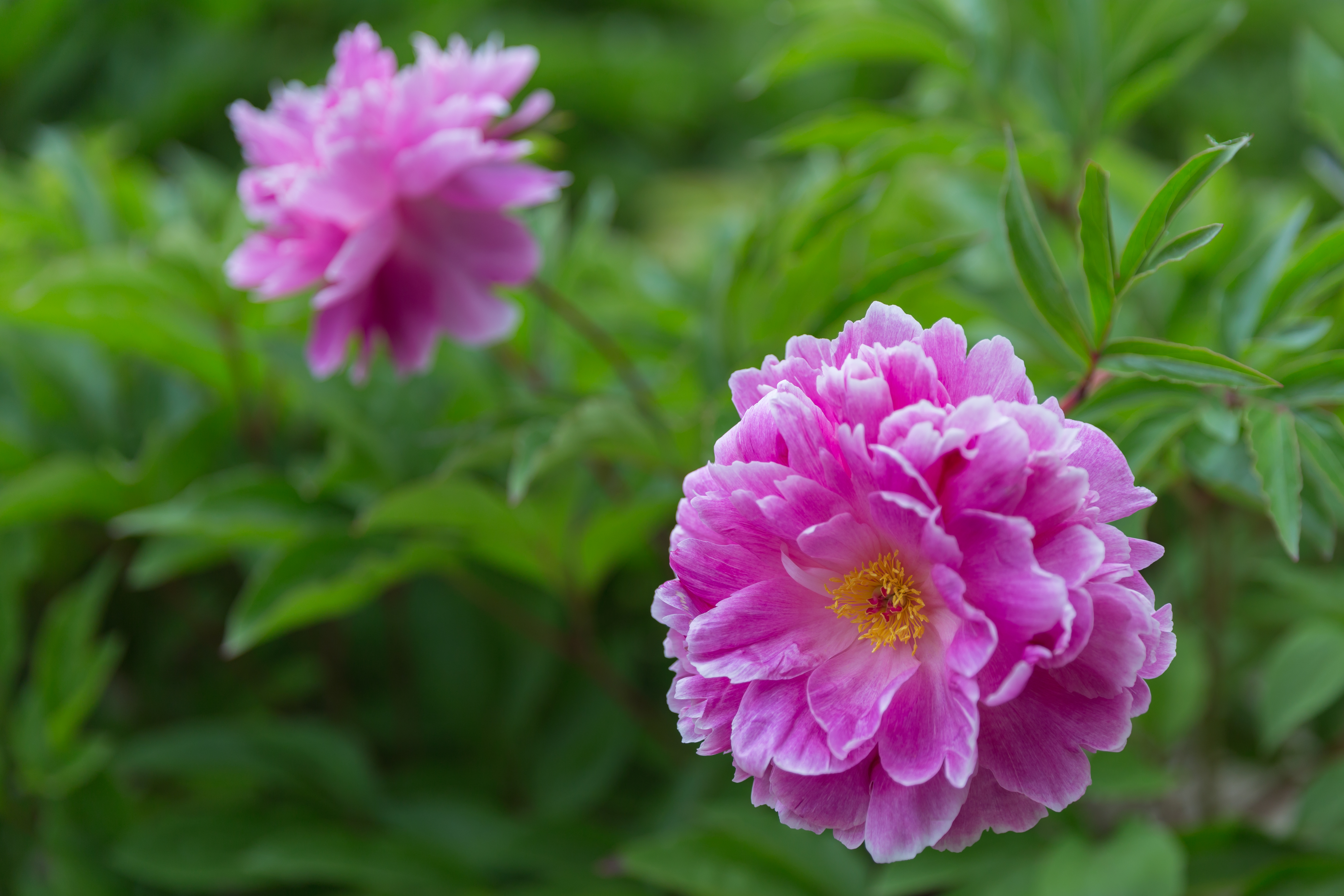
Paeonia lactiflora 'Souvenir du Général Gallieni’
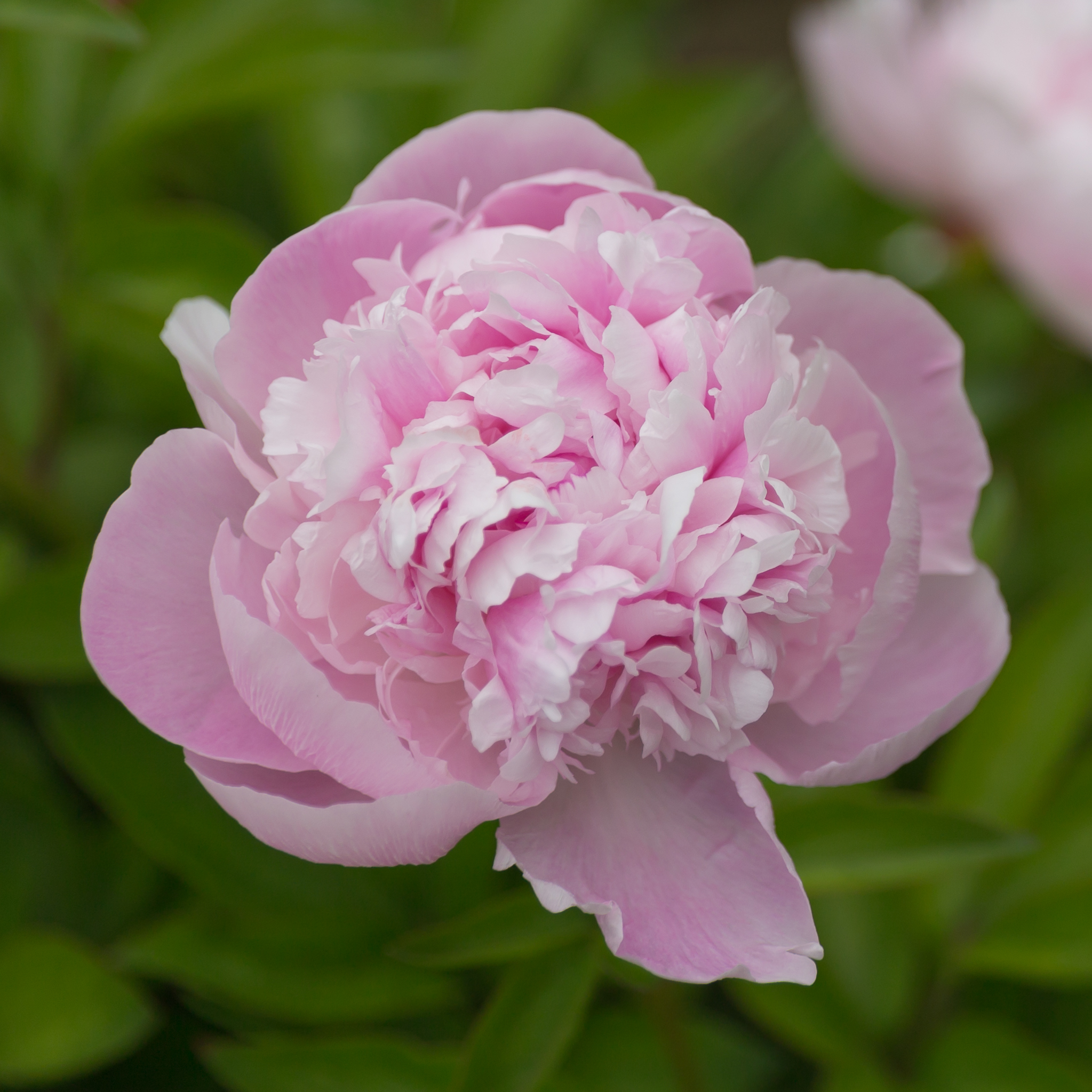
Paeonia lactiflora 'La Perle’
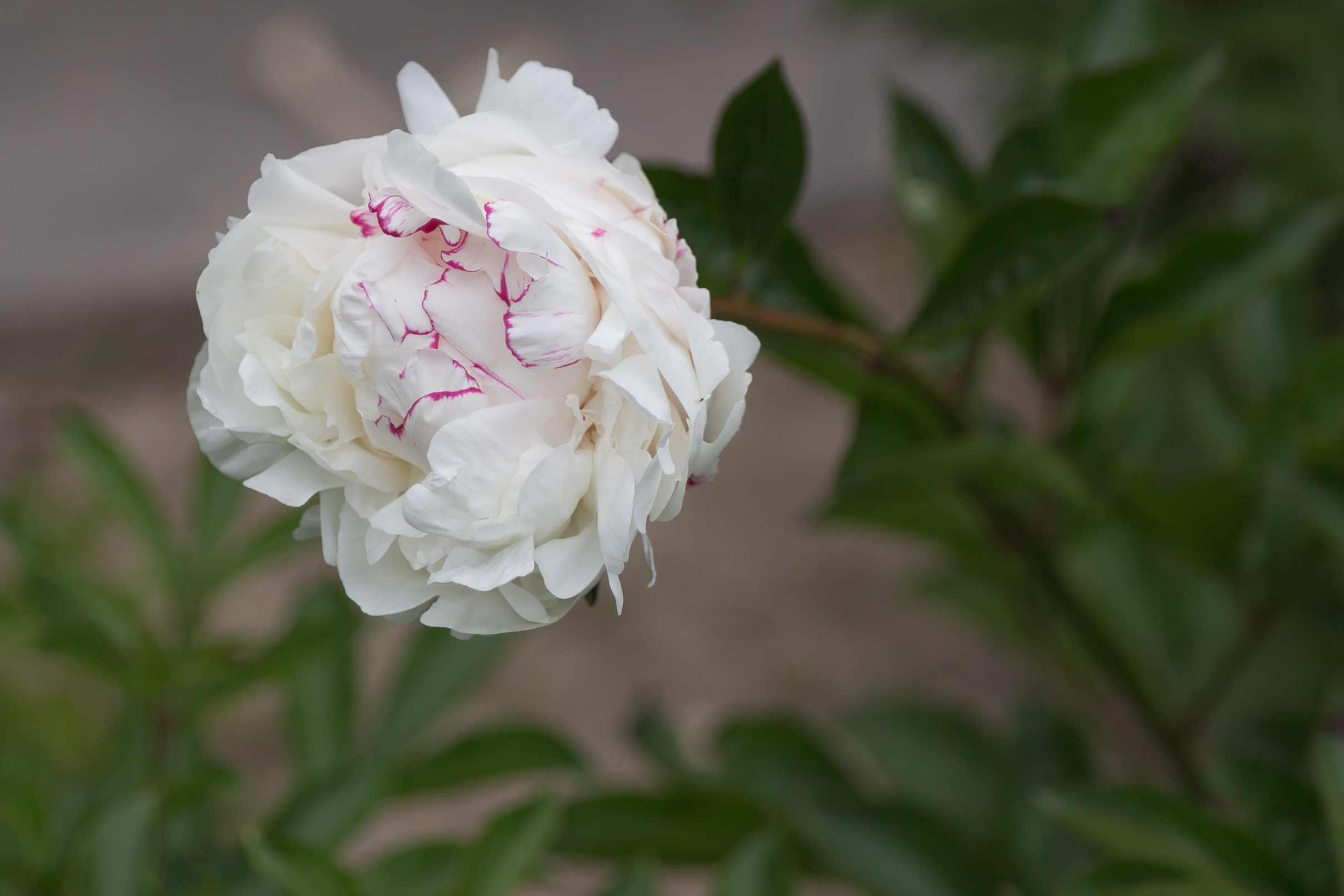
Paeonia lactiflora 'Bossuet’
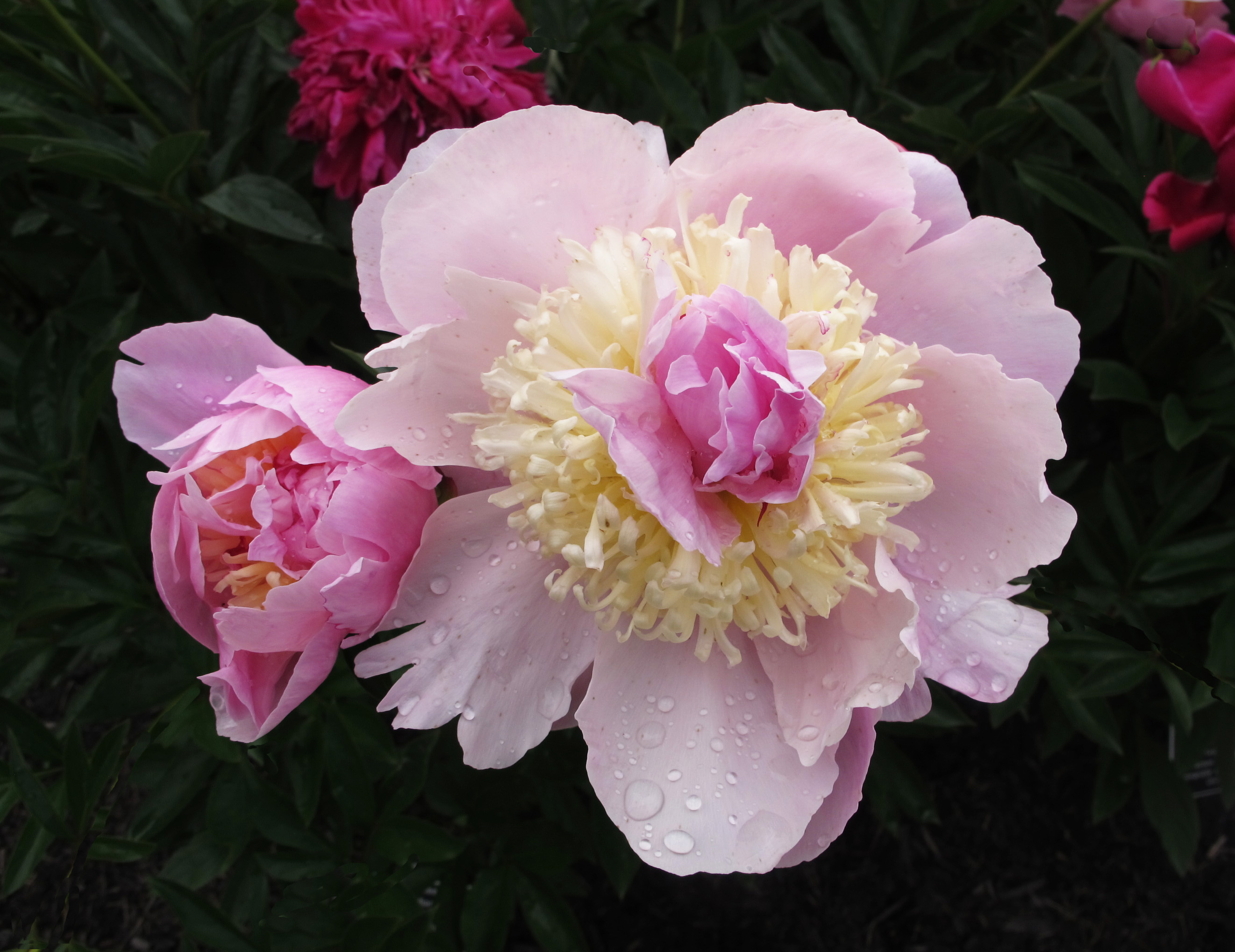
Paeonia lactiflora 'Desjardins’